# Brachyceratops
Brachyceratops là một chi khủng long, được Gilmore mô tả khoa học năm 1914.